# Porfirio Salazar
Porfirio Salazar (Penonomé, provincia de Coclé; 5 de marzo de 1970) es un poeta, ensayista y abogado panameño. 
Estudió Derecho y Ciencias Políticas en la Universidad de Panamá, obteniendo la licenciatura en 1993. Entre 1998 y 1999 estudió lengua inglesa en Saint Petersburgo, Florida, Estados Unidos. Posteriormente realizó un máster en Derecho Procesal en 2006, también de la Universidad de Panamá. Ha sido docente universitario, asistente de magistrado, juez civil y penal, y trabaja como Defensor Público del Sistema Penal Acusatorio de Coclé desde 2011.
Su primer poemario Los poemas del arquero, fue publicado siendo muy joven, consta de 45 poemas breves y el prólogo es del poeta y diplomático panameño José Franco. Ha sido jurado del Premio Centroamericano Rogelio Sinán en 2017, y del Concurso Nacional de Literatura Infantil y Juvenil Carlos Francisco Changmarin 2020.
Es miembro fundador del "Grupo Umbral", conformado por escritores jóvenes de Panamá.

## Premios y distinciones
- 1992, 1993 y 1997: Premio Municipal León A. Soto. Primer lugar[1]
- 1993: Premio Demetrio Herrera Sevillano
- 1993 y 1994: Premio Nacional de poesía joven Gustavo Batista Cedeño
- 1998 y 1999: Premio Nacional Ricardo Miró sección Poesía
- 2008: Premio Centroamericano Rogelión Sinán
- 2009: Premio Nacional Ricardo Miró sección Ensayo
- 2019: Premios IPEL a la Cultura Laboral, categoría de décima. Segundo lugar.[6]
- 2020: Premio Municipal León A. Soto. Tercer lugar.[7]

## Obra literaria

### Poesía
- Los poemas del arquero (1991)
- Selva (1986 - 1994)
- Guitarra de fe (1998)
- Canto a las espumas (1999)
- No reinarán las ruinas para siempre (1999)
- La cítara del sol (2002)
- Animal, sombra mía (2008)
- El viaje de la desnudez (2013)

### Ensayo
- La piel en la llama: identidad y literatura en perspectiva histórica (2013)